# Яндиев, Заам Исламович
Заам Исламович Яндиев (ингуш. Янданаькъан Ислама ЗаӀам; 28 марта 1892, Экажево, Терская область, Российская империя — 1939, Грозный, Чечено-Ингушская Автономная Советская Социалистическая Республика) — советский военный и политический деятель. Революционер, активный участник Первой мировой и Гражданской воен, командир ингушской конной бригады.

## Биография
Родился в бедной ингушской семье. В след за старшим братом переехал с Северного Кавказа на заработки в Бердянск. За участие в революционных событиях 1905—1907 годов братья Яндиевы состояли под надзором царской полиции.
Арестовывались. Старший брат Генардко умер в каторжной тюрьме.
Перебравшись в Киевскую губернию, работал грузчиком на сахарном заводе. Возглавлял стачки и забастовки, подвергался арестам. В 1914 году, после начала Первой мировой войны, как неблагонадёжный — был уволен с работы. Преследования со стороны царской полиции вынудило его записаться добровольцем в армию.
Был зачислен в учебную команду 8-го кавалерийского полка, через полгода в чине младшего унтер-офицера З. Яндиев был направлен на Юго-Западный фронт. Его полк участвовал в знаменитом Брусиловском прорыве. В составе полка участвовал в прорыве австрийской обороны под Станиславом (ныне Ивано-Франковск).
За распорядительность и принятие командования эскадроном в решающую минуту боя Заам Яндиев был награждён Орденом Святого Георгия 4 степени и произведён в прапорщики. Позже З. Яндиев стал командиром 41-го стрелкового Сибирского полка и членом полкового комитета. Переведён в Одессу, затем в Крым.
Летом 1918 года З. Яндиев вступил в РКП (б). В оккупированном немецкой армией Крыму участвовал в подпольной борьбе, затем через Керчь вернулся в родные края. Боролся за установление Советской власти на Северном Кавказе. Созданный им конный отряд из односельчан, насчитывал 550 сабель, вёл партизанские бои за Владикавказ, Пседах, Сагопши, Кантышево, Долаково, особо его отряд отличился в боях за Экажево и Сурхахи.
За отлично выполненное задание по перевозке большой суммы денег Заам Яндиев был награждён Реввоенсоветом 11 Армии именным маузером.
в декабре 1921 года командир 1-го Ингушского полка Заам Исламович Яндиев был награждён орденом Красного Знамени.
Выписка из Приказа Реввоенсовета Республики № 351, г. Москва 27 декабря 1921 г. сообщает:
…Награждаются орденом Красного Знамени:
…Бывший командир Запасной кавалерийской маршевой бригады 2 Конной армии товарищ Яндиев Заам Исламович — за следующее отличие: в 1919 г. товарищ Яндиев, сформировав отряд в тылу армии Деникина, принимая с этим отрядом личное участие в боях против белогвардейцев и благодаря искусному маневрированию в тылу противника, с успехом выполнил все возлагаемые на него боевые задачи. После боев 6-11 июля с деникинскими бандами у с.с. Сурхахи и Экажево, тов. Яндиев, вынужденный в силу неблагоприятно сложившихся обстоятельств скрываться в горах у ингушей, сформировал вновь отряд и, прорвавшись с ним из тыла неприятеля, присоединился к передовым частям Красной Армии.
8 сентября того же года, получив приказание от начальника гарнизона г. Лозовой ликвидировать отряд банды Махно, тов. Яндиев смело вступил в бой с бандитами у д. Варваровка, что в 18 верстах от г. Лозовой и разбил врага, нанеся ему большие потери…
Заместитель Председателя Революционного Военного Совета Республики Э. Склянский 
ВУЦИК наградил З. Яндиева орденом Украинской ССР.
После гражданской войны работал на ответственных советских и хозяйственных должностях. Жил в Грозном, где и умер в 1939 году.